# Iglesia de San Félix (Sabadell)
La iglesia arciprestal de San Félix (en catalán: església arxiprestal de Sant Fèlix o Sant Feliu) se encuentra en Sabadell (comarca del Vallés Occidental, provincia de Barcelona). Fue construida entre 1403 y 1420 en estilo gótico, con importantes ampliaciones y reformas posteriores en estilo Barroco y neogótico. Pertenece a la diócesis de Tarrasa.
Este inmueble está inscrito como Bien Cultural de Interés Local (BCIL) en el Inventario del Patrimonio Cultural catalán con el código IPA-27659.

## Historia y descripción

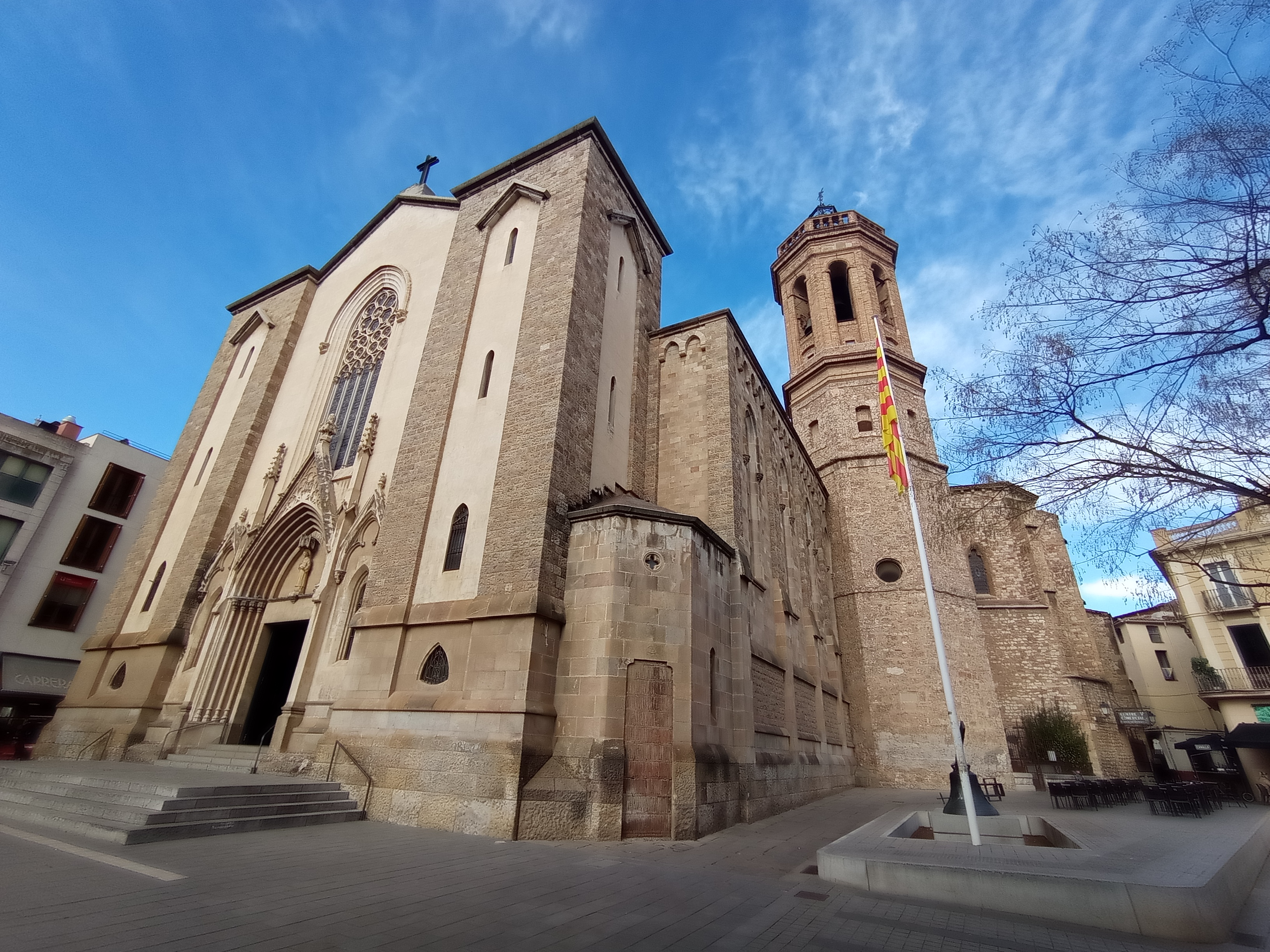
Vista lateral

En el emplazamiento de la actual iglesia se encontraba la capilla románica de San Salvador, original del siglo XI. En 1373 se convirtió en la iglesia parroquial del nuevo núcleo de Sabadell, desplazando a la iglesia de San Félix de Arraona (en el margen izquierdo del río Ripoll), que pasó a ser capilla de San Nicolás. Entre 1403 y 1420 se construyó una nueva iglesia, en estilo gótico, de la que solo se conserva el ábside, así como un portal conservado en el Museo de Historia de Sabadell. En 1578 se edificó la sacristía al lado del ábside. Entre 1615 y 1623 se añadieron cuatro nuevas capillas. Entre 1724 y 1738 se levantó el campanario, obra de Joan Garrido (la torre de hierro que lo remata es de 1856). Entre 1751 y 1775 se hicieron importantes ampliaciones, que conformaron casi un edificio de nueva planta, con una nueva fachada de estilo barroco.
El edificio fue incendiado en 1909, en el transcurso de la Semana Trágica, y sus restos derribados, conservando solo el ábside gótico, la sacristía y el campanario. Se erigió entonces una nueva iglesia en estilo neogótico, diseñada por Enric Sagnier; las obras se iniciaron en 1914, dirigidas por Jeroni Martorell, y fueron finalizadas en 1942 por Francesc Folguera.
La iglesia tiene tres naves, la central de 11 m de altura y las laterales  de 4,5 m, separadas por columnas. Las naves laterales continúan por detrás del ábside en forma de girola, con celosías caladas entre los pilares ochavados. El ábside es poligonal, con una ventanal apuntado en el centro. Las cubiertas son de bóvedas de crucería cuatripartitas, de forma rectangular en la nave central y cuadrangular en las laterales. La fachada se divide en tres cuerpos verticales, que coinciden con las naves interiores, y presenta diversos elementos de estilo neogótico, como un ventanal con celosías caladas y un portal con arquivoltas y gablete apuntados.

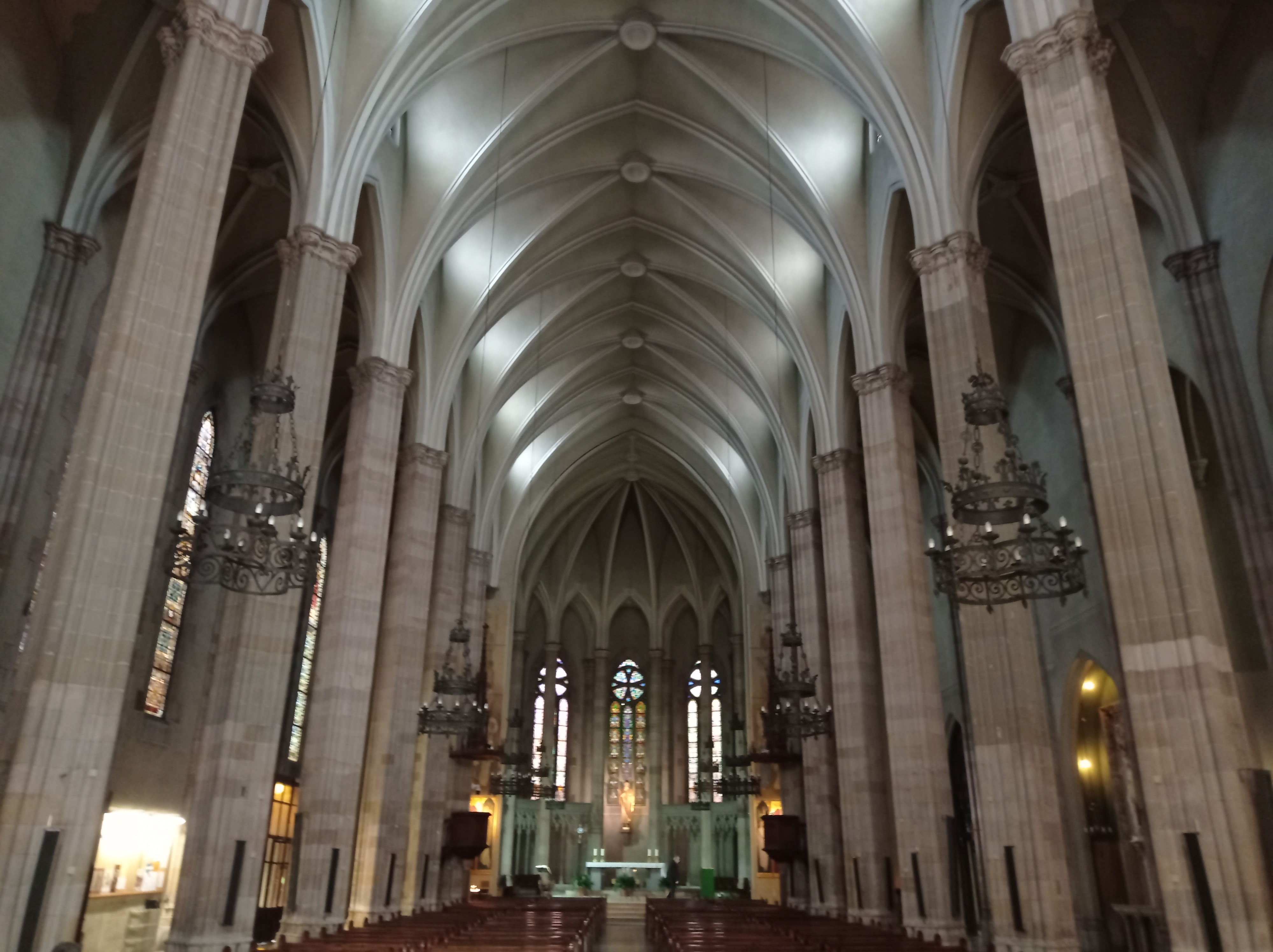
Interior de la iglesia

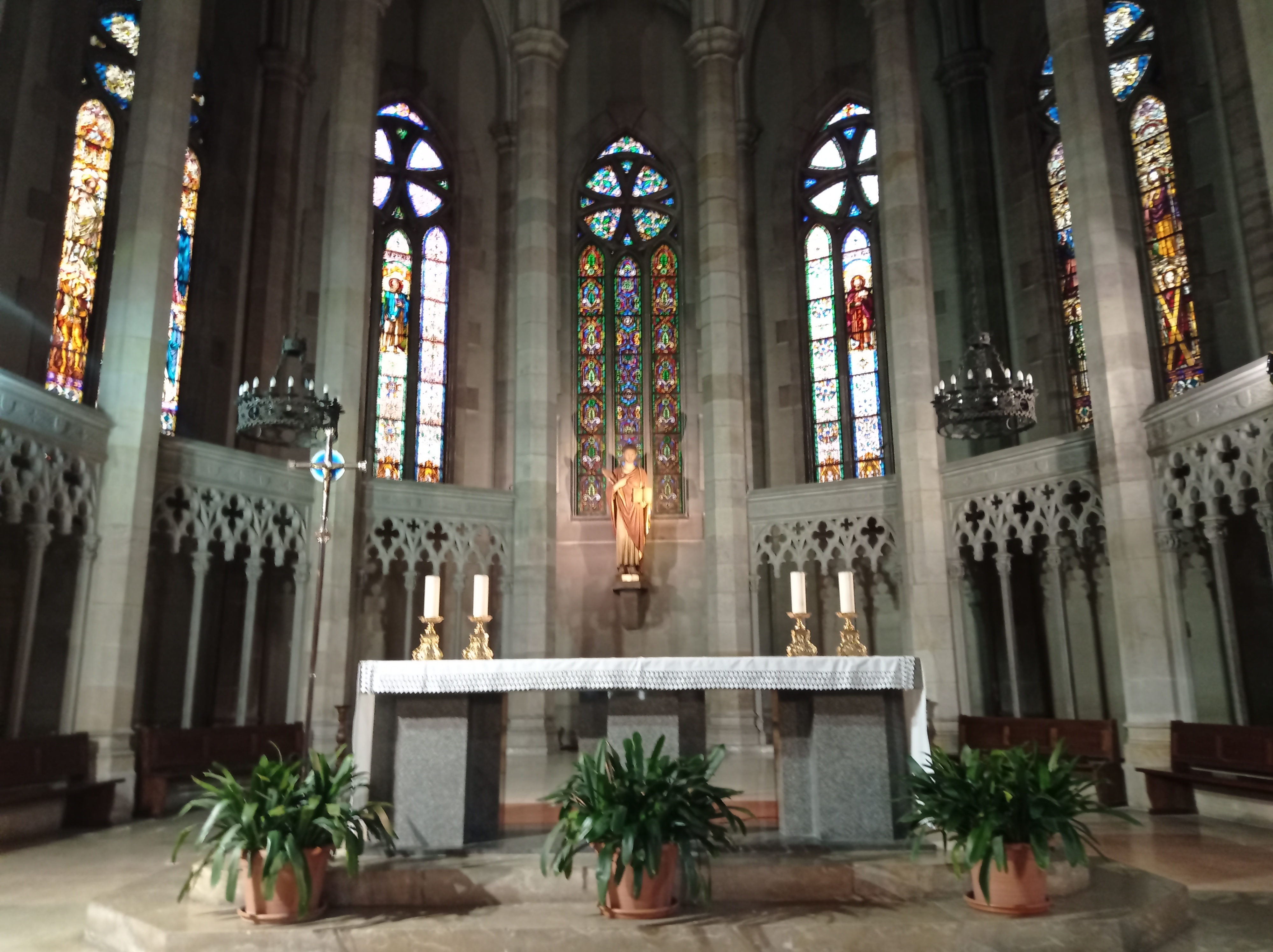
Altar mayor

En el altar mayor había un retablo neogótico que posteriormente fue trasladado a la capilla del Santísimo y, finalmente, retirado. Se conservan en la sacristía dos plafones con seis ángeles, obra de Ricard Marlet de 1955, de estilo novecentista. Las dos columnas que flanquean el presbiterio están decoradas con pinturas y esculturas de Joaquim Busquets (1998-1999).
El campanario es de planta octogonal, de cuatro cuerpos, los tres primeros de piedra y el cuarto de ladrillo. El segundo cuerpo presenta un único ojo de buey como abertura, mientras que el tercero tiene una hornacina en cada lado, que antiguamnete albergaban unas esculturas de P. Moixí. El cuarto tiene unos largos ventanales de medio punto y está rematado por una barandilla y una torre de hierro que alberga las campanas, así como una veleta en forma de ángel.